# 椿秀洋
椿 秀洋（つばき ひでひろ）は、日本の外交官。2012年（平成24年）から2015年（平成27年）までボリビア駐箚特命全権大使を務めた。

## 人物・経歴
鹿児島県出身。1975年（昭和50年）東京外国語大学外国語学部スペイン語学科を卒業し、外務省に入省した。1991年10月在メキシコ日本国大使館一等書記官、1994年10月外務省中南米局中南米第二課課長補佐、1996年11月国際連合開発計画東京事務所長、1999年11月在ヴェネズエラ日本国大使館参事官、2002年10月在キューバ日本国大使館参事官、2007年10月外務省大臣官房在外公館課現地職員管理官、2009年4月総合外交政策局総務課政策企画室企画官、2010年（平成22年）9月バルセロナ総領事を経て、2012年（平成24年）からボリビア駐箚特命全権大使。2016年（平成28年）5月一般社団法人日本ボリビア協会理事。2016年（平成28年）6月公益財団法人海外日系人協会専務理事。2018年（平成30年）5月一般社団法人日本ボリビア協会会長。

## 同期
- 河相周夫（12年外務事務次官・10年内閣官房副長官補）
- 別所浩郎（12年駐韓大使・10年外務審議官）
- 奥田紀宏（13年駐カナダ大使・10年駐エジプト大使・08年国連次席大使）
- 谷崎泰明（13年外務省研修所長・10年駐ベトナム大使）
- 三輪昭（14年関西担当大使・10年駐ブラジル大使・08年駐ポルトガル大使）
- 鈴木庸一（13年駐フランス大使・10年駐シンガポール大使）
- 門司健次郎（13年ユネスコ代表部大使・10年駐カタール大使）
- 渥美千尋（11年駐アイルランド大使・08年駐パキスタン大使）
- 山口寿男（07年駐ノルウェー大使・06年駐イラク大使）
- 岸野博之（13年駐ラオス大使・10年駐エチオピア大使）
- 水城幾雄（10年駐パナマ大使）
- 江川明夫（13年駐スロバキア大使・10年駐ザンビア大使）
- 竹内春久（13年駐シンガポール大使・11年駐沖縄担当大使・08年駐イスラエル大使）
- 西林万寿夫（13年駐ギリシャ大使・10年兼北極担当大使・12年文化交流担当大使・09年駐キューバ大使）
- 篠塚保（12年国際テロ対策・組織犯罪対策協力担当兼サイバー政策担当大使・09年駐バングラデシュ大使）
- 蒲原正義（13年駐カザフスタン大使・12年査察担当大使・9年駐グルジア大使）
- 森元誠二（13年駐スウェーデン大使・08年駐オマーン大使）
- 庄司隆一（11年駐ナイジェリア大使）
- 清水武則（11年駐モンゴル大使）
- 隈丸優次（13年駐カンボジア大使）
- 藤田順三（13年駐ウガンダ大使）
- 丸尾眞（12年科学技術協力担当大使・10年駐キルギス大使）
- 名井良三（13年駐アンゴラ大使）
- 福田米蔵（11年駐ジンバブエ大使）
- 大部一秋（13年駐ウルグアイ大使）